# Selidosema aragonensis
Selidosema aragonensis là một loài bướm đêm trong họ Geometridae.